# مراکش تحت حمایت فرانسه
مراکش تحت حمایت فرانسه (فرانسوی: Protectorat français au Maroc‎, تلفظ می‌شود [pʁɔtɛktɔʁa fʁɑ̃sɛ o maʁɔk]; عربی: الحمایة الفرنسیة فی المغرب؛ ۱۹۱۲–۱۹۵۶)، که همچنین به نام مراکش فرانسه معروف است (فرانسوی: Maroc Français‎)، یک رژیم استعماری بود که توسط فرانسه بر مراکش تحمیل شد. این استعمار هنگامی که سلطان عبدالحفیظ پیمان فس را امضا کرد، به‌طور رسمی در ۳۰ مارس ۱۹۱۲ بنیان گذاشته شد، هرچند که اشغال نظامی مراکش توسط فرانسه با حمله اوجدا و بمباران کازابلانکا در سال ۱۹۰۷ آغاز شده بود. پروتکل فرانسه تا زمان انحلال پیمان فس در دوم مارس ۱۹۵۶ با اعلامیه مشترک فرانسه و مراکش پابرجا بود.
رژیم حمایتی فرانسوی قلمرو مشترک با رژیم حمایتی اسپانیا داشت که در یک سال منعقد و منحل شد. مرزهای آن شامل ناحیه‌ای از مراکش بین "راهرو تازه " و رودخانه درع بود و از جمله سرزمین‌های پراکنده و قبیله‌ای را نیز در خود جای می‌داد. پایتخت رسمی آن رباط بود.

## میراث
استعمار فرانسه تأثیری ماندگار بر جامعه، اقتصاد، زبان، فرهنگ و آموزش در مراکش داشت. همچنین ارتباطات طولانی بین دو کشور به وجود آمد که از آن به عنوان استعمار نو یاد می‌شود. مراکش به عنوان یک مستعمره سابق فرانسه در آفریقا، عضوی از سازمان بین‌المللی فرانکفونی نیز هست. طبق آماری که در سال ۲۰۱۹ به دست آمد، ۳۵٪ از مردم مراکش فرانسوی صحبت می‌کنند که بیشتر از الجزایر با ۳۳٪ و موریتانی با ۱۳٪ است.
تقریباً در حدود ۱۵۱۴۰۰۰ مراکشی در فرانسه زندگی می‌کنند که بزرگ‌ترین جامعه مراکشی را در خارج از مرزها تشکیل می‌دهند. طبق اعلام INSEE، از اکتبر سال ۲۰۱۹ تقریباً ۷۵۵۴۰۰ تبعه مراکش ساکن فرانسه هستند که ۲۰٪ از جمعیت مهاجر فرانسه را نمایندگی می‌کنند.